# Élections locales britanniques de 2002 à Londres
Les élections locales britanniques de 2002 ont lieu le 2 mai 2002 en Angleterre. À Londres, 1 861 conseillers d'arrondissement sont à élire.
Il y a aussi 3 maires à élire.

## Résultats

### Global
| Parti | Parti                 | Votes   | Votes | Votes | Conseils | Conseils | Sièges | Sièges |
| Parti | Parti                 | Voix    | %     | +/-   | Élus     | +/-      | Élus   | +/-    |
| ----- | --------------------- | ------- | ----- | ----- | -------- | -------- | ------ | ------ |
|       | Parti conservateur    | 587 161 | 34,1  | +2,1  | 8        | +4       | 654    | +116   |
|       | Parti travailliste    | 586 290 | 34,1  | -6,6  | 15       | -3       | 866    | -184   |
|       | Libéraux-démocrates   | 353 833 | 20,6  | -0,2  | 3        | +1       | 307    | +6     |
|       | Parti vert            | 95 394  | 5,5   | +2,6  | 0        | =        | 1      | -1     |
|       | Autres                | 97 938  | 5,7   | +2,1  | 0        | =        | 33     | +7     |
|       | Conseil sans majorité |         |       |       | 6        | -2       |        |        |
| Total | Total                 |         |       |       | 32       | 32       | 1 861  | 1 861  |

### Par arrondissement

Résultats à Londres.

| Conseil                | Majorité sortante | Majorité sortante | Majorité élue | Majorité élue |
| ---------------------- | ----------------- | ----------------- | ------------- | ------------- |
| Barking and Dagenham   |                   | Travailliste      |               | Travailliste  |
| Barnet                 |                   | Sans majorité     |               | Conservateur  |
| Bexley                 |                   | Conservateur      |               | Travailliste  |
| Brent                  |                   | Travailliste      |               | Travailliste  |
| Bromley                |                   | Sans majorité     |               | Conservateur  |
| Camden                 |                   | Travailliste      |               | Travailliste  |
| Croydon                |                   | Travailliste      |               | Travailliste  |
| Ealing                 |                   | Travailliste      |               | Travailliste  |
| Enfield                |                   | Travailliste      |               | Conservateur  |
| Greenwich              |                   | Travailliste      |               | Travailliste  |
| Hackney                |                   | Sans majorité     |               | Travailliste  |
| Hammersmith and Fulham |                   | Travailliste      |               | Travailliste  |
| Haringey               |                   | Travailliste      |               | Travailliste  |
| Harrow                 |                   | Travailliste      |               | Sans majorité |
| Havering               |                   | Sans majorité     |               | Sans majorité |
| Hillingdon             |                   | Sans majorité     |               | Sans majorité |
| Hounslow               |                   | Travailliste      |               | Travailliste  |
| Islington              |                   | Sans majorité     |               | LibDem        |
| Kensington and Chelsea |                   | Conservateur      |               | Conservateur  |
| Kingston upon Thames   |                   | Sans majorité     |               | LibDem        |
| Lambeth                |                   | Travailliste      |               | Sans majorité |
| Lewisham               |                   | Travailliste      |               | Travailliste  |
| Merton                 |                   | Travailliste      |               | Travailliste  |
| Newham                 |                   | Travailliste      |               | Travailliste  |
| Redbridge              |                   | Sans majorité     |               | Conservateur  |
| Richmond upon Thames   |                   | LibDem            |               | Conservateur  |
| Southwark              |                   | Travailliste      |               | Sans majorité |
| Sutton                 |                   | LibDem            |               | LibDem        |
| Tower Hamlets          |                   | Travailliste      |               | Travailliste  |
| Waltham Forest         |                   | Travailliste      |               | Sans majorité |
| Wandsworth             |                   | Conservateur      |               | Conservateur  |
| Westminster            |                   | Conservateur      |               | Conservateur  |

### Maires
| Municipalité | Maire élu     | Maire élu | Maire élu    |
| ------------ | ------------- | --------- | ------------ |
| Hackney      | Jules Pipe    |           | Travailliste |
| Lewisham     | Steve Bullock |           | Travailliste |
| Newham       | Robin Wales   |           | Travailliste |